# Rafsanjan Airport
Rafsanjan Airport är en flygplats i Iran.   Den ligger i provinsen Kerman, i den centrala delen av landet, 700 km sydost om huvudstaden Teheran. Rafsanjan Airport ligger 1 605 meter över havet.
Terrängen runt Rafsanjan Airport är platt åt nordost, men åt sydväst är den kuperad. Runt Rafsanjan Airport är det ganska glesbefolkat, med 42 invånare per kvadratkilometer. Närmaste större samhälle är Rafsanjān, 13,3 km norr om Rafsanjan Airport. Trakten runt Rafsanjan Airport är ofruktbar med lite eller ingen växtlighet.